# Liste des épisodes du Camp Lazlo
 (février 2025).
Si vous disposez d'ouvrages ou d'articles de référence ou si vous connaissez des sites web de qualité traitant du thème abordé ici, merci de compléter l'article en donnant les références utiles à sa vérifiabilité et en les liant à la section « Notes et références ».
Cette page liste les épisodes de la série télévisée Camp Lazlo.

## Première saison (2005)
1. Le Copain parasite / Qui s'y frotte, s'y pique (Parasitic Pal / It's No Picnic)
2. Le Maillon faible / La Chasse au trésor (The Weakest Link / Lumpy Treasure)
3. Extinction des feux / Tout à l'eau (Lights Out / Swimming Buddy)
4. Le Mûrier migrateur / Marshmallow Jones (Tree Hugger / Marshmallow Jones)
5. Le poisson pas né / Les Haricots aliens (Gone Fishin' (sort of) / Beans are from Mars)
6. L'Amour, au secours! / Un ami génial (Dosey Doe / Prodigious Clamus)
7. Le Club Rien / Crachouille, le lama (The Nothing Club / Loogie Llama)
8. Le Serpent sans lunette / Course gazeuse (Snake Eyes / Racing Slicks)
9. Flottez, les scouts! / La Perruque visionnaire (Float Trippers / The Wig of Why)
10. La Foire aux limaces / Fayots et chiens chauds (Slugfest / Beans and Weenies)
11. Déjeuner en ville / Camp Kidney pue (Prickly Pining Dining / Camp Kidney Stinks)
12. Farce et Satrape / La Nuit cinoche (Beans and Pranks / Movie Night)
13. Le Fatal fromage / La Dépantalonnade (Camper All Pull Pants Down / The Big Cheese)

## Deuxième saison (2005 - 2006)
1. Haricots Ween / Bidoche Man (Hallobeanies / Meatman)
2. Pas de perles, pas de business / Miss Frou Frou (No Beads, No Business / Miss Fru Fru)
3. La Journée des Parents / Vive les vacances (Parent's Day / Club Kidney-Ki)
4. Le Joyeux coup de main / Maladie d'amour (Handy Helper / Love Sick)
5. Salut poupée / Chaud devant (Hello Dolly / Over Cooked Beans)
6. La Bataille de la montagne rose / Super ver (The Battle Of Pimpleback Mountain / Dead Bean Drop)
7. La Fève du samedi soir / La Grande Chasse au snipe (I've Never Bean in a Sub / The Great Snipe Hunt)
8. Le Rot heureux / Têtes à claque (Burpless Bean / Slap Happy)
9. Vive le ski / Fâcheries (Snow Beans / Irreconcilable Dungferences)
10. Les Chocottes de la mascotte / Purée de tomate (Mascot Madness / Tomato Paste)
11. Camp Samson / Biscoteaux auz haricots  (Camp Samson / Beany Weenies)
12. La Légende des gnomes des bois / La Source du problème  (There's No Place Like Gnome / Hot Spring Fever)
13. Bonjour l'été, adieu le camp (Hello Summer, Goodbye Camp)

## Troisième saison (2006 - 2007)
1. Les 7 Sandwichs Mortels[3] (7 Deadly Sandwiches)
2. Poids lourds / Samson superstar (The Big Weigh In / Hard Days Samson)
3. En attendant Édouard / Le Pays des jouets (Waiting For Edward / Beans in Toyland)
4. Où est Clam? / Bowling et Dinosaures (Where's Clam? / Bowling for Dinosaurs)
5. Le Bus des garçons / Raj et les insectes (Squirrel Seats / Creepy Crawly Campy)
6. Fais des beaux rêves / Boue, tabou (Sweet Dreams Baby / Dirt Nappers)
7. Âmes sœurs / Colère au tipi (Spacemates / Temper Teepee)
8. Le Plus Beau des chars / Samson et la malédiction (Lazlo Loves a Parade / Are You There S.M.I.T.S.? It's me Samson)
9. Défense d'éléphant / Lalimace aux Écureuils (Tusk Wizard / Squirrel Scout Slinkman)
10. Vacances d'ours / Radio Édouard  (Bear-l-y a Vacation / Radio Free Edward)
11. Le Jour de la Saint-Valentin / L'emploi bien fumé (Valentine's Day / A Job Well Dung)
12. Le Fils de Lourdingue / Il faut de 'socupper de Greta (The Bean Tree / Taking Care of Gretchen)
13. Canard déchaîné / Édouard en boîte (Scoop of the Century / Boxing Edward)

## Quatrième saison (2007)
1. Où est Lazlo? : 1re partie (Where's Lazlo?: Part 1)
2. Où est Lazlo? : 2e partie  (Where's Lazlo?: Part 2)
3. Lazlo se retient / Vive Édouard (Hold it Lazlo / Being Edward)
4. La Truite étrange de l'espace / orbes de fromage (Strange Trout from Outer Space / Cheese Orbs)
5. Prix à la Sage / La Grotte du bavardages (Award to the Wise / Cave Chatter)
6. La Benoît de Ed / Le Livre de Slinkman (Ed's Benedict / The Book of Slinkman)
7. Camp Kidney sur la carte / Harold et Raj (Never Bean on the Map / Harold and Raj)
8. Lourdingue contre Le Volcan / Maître infirmier (Lumpus vs. the Volcano / Nursemaster)
9. Dungs dans Candyland / Tour guerres (Dungs in Candyland / Tour Wars)
10. Le Premier Coup de foudre de Lazlo / Livin 'La Vida Lumpus (Lazlo's First Crush / Livin' La Vida Lumpus)
11. La Fraude mail de Samson / La Table basse hantée (Samson's Mail Fraud / The Haunted Coffee Table)
12. Friendward / Camp Dinkey (Friendward / Camp Dinkey)
13. Doting Doe Eyed Deerest / Le Camp des Clowns (Doting Doe Eyed Deerest / Clown Camp)
14. Grand Sac d'Édouard / La Liste (Edward's Big Bag / The List)
15. Camp Plaindre / L'Engagement (Camp Complain / The Engagement)

## Cinquième saison (2007 - 2008)
1. Appelle-moi Almondine / Clam hors-là loi (Call Me Almondine / Clam the Outlaw)
2. Penny pour votre crottin / Bébé Haricot (Penny for Your Dung / Baby Bean)
3. Camp Froissier (Kamp Kringle)
4. Malchance un camping-car / L'Étape de Clam (Bad Luck Be a Camper Tonight / Step Clam)
5. C'est pour un fou / Samson a besoin d'un câlin (S is for Crazy / Samson Needs a Hug)
6. Le Mariage de blues / Frère qui es tu ? (Wedding Bell Blues / O Brother Who Art Thou)
7. Saut de Grenouille / Dernière position de Lourdingue (Peace Frog / Lumpus' Last Stand)